# Administración provincial
La administración provincial es un tipo de administración territorial, es decir, que tiene como elemento fundamental un territorio determinado, en el que despliega sus competencias, denominado provincia, que puede corresponder al nivel superior o intermedio de la división administrativa de un país o estado.

## Regulación por países

### Argentina
En Argentina, conforme al artículo 121 de la Constitución Nacional, las provincias "conservan todo el poder no delegado por esta Constitución al Gobierno federal, y el que expresamente se hayan reservado por pactos especiales al tiempo de su incorporación", cláusula característica de los sistemas constitucionales de cuño federal.
Es decir, el criterio de adjudicación de atribuciones es residual: todo lo no delegado expresamente al Estado Nacional, es materia de realización por las provincias (básicamente, lo relacionado con el derecho público -administrativo, constitucional, etc.- local, donde la atribución federal es de excepción, y el derecho de forma -civil y comercial, penal, etc.-, tanto el que accede al derecho de fondo común como al derecho público local, excluyendo la jurisdicción federal).

### España
En España, tras la Constitución de 1978 y el Estado de las Autonomías, se da una mucho menor importancia a la provincia, estando la mayor parte de las competencias territoriales en manos de la comunidad autónoma y, en su defecto, de los municipios.
La provincia tiene importancia en el caso de competencias delegadas y de regiones con características especiales. Su órgano principal es la Diputación Provincial.